# Hood County
Hood County je okres ve státě Texas v USA. K roku 2010 zde žilo 51 182 obyvatel. Správním městem okresu je Granbury. Celková rozloha okresu činí 1 132 km².